# Karl-Josef Rauber

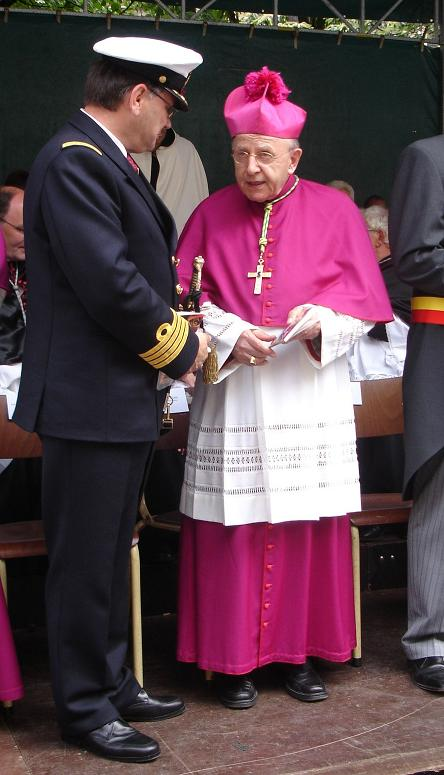
Mgr. Karl-Josef Rauber tijdens de Heilig Bloedprocessie

Karl-Josef Rauber (Neurenberg, 11 april 1934 – Rottenburg-Ergenzingen, 26 maart 2023) was een Duits geestelijke, een diplomaat voor de Heilige Stoel, en een kardinaal van de Rooms-Katholieke Kerk.

## Diplomatieke carrière
Rauber werd op 28 februari 1959 in Mainz tot priester gewijd door bisschop Albert Stohr. Hij maakte carrière onder paus Johannes Paulus II, die hem op 18 december 1982 tot titulair aartsbisschop van Iubaltiana wijdde. Diezelfde dag werd hij ook benoemd tot apostolisch pronuntius voor Oeganda. Hij was onder meer nuntius in Zwitserland, Liechtenstein, Hongarije en Moldavië. Sinds 22 februari 2003 was hij de vertegenwoordiger van de Heilige Stoel in België en Luxemburg. Als Belgische nuntius was hij, volgens de gevestigde gewoonte, deken van het Corps Diplomatique. Rauber was van 1990 tot 1993 president van de Pontifica Accademia Ecclesiastica.
In juni 2009 nam hij ontslag als nuntius in België, omwille van het bereiken van de leeftijd van 75, en werd opgevolgd door Giacinto Berloco. Rauber bleef tot 24 juli 2009 aan als nuntius voor Luxemburg.
Karl-Josef Rauber kreeg in 2008-2009 de opdracht voorbereidende gesprekken te voeren naar aanleiding van de keuze van een nieuwe Belgische aartsbisschop. Hij verklaarde later dat er een grote overeenstemming bestond rond Jozef De Kesel, hulpbisschop van het aartsbisdom Mechelen, vicaris voor het vicariaat Brussel. In het katholieke tijdschrift Il Regno verklaarde de nuntius dat deze keuze van bovenaf niet werd gevolgd en men de voorkeur gaf aan de aan Rome meest trouwe kandidaat, met name André Léonard. Het is zeer uitzonderlijk dat een (ex-)nuntius op die manier 'uit de biecht klapt' en de vertrouwelijkheid van de voordrachten schendt. Weliswaar was er ook een andere verklaring voor de benoeming van bisschop Léonard, met name de ongeschreven consensus om aan het hoofd van de Belgische kerk afwisselend een Franstalige en een Nederlandstalige bisschop te benoemen.
Rauber werd tijdens het consistorie van 14 februari 2015 kardinaal gecreëerd. Hij kreeg de rang van kardinaal-diaken. Zijn titeldiakonie werd de Sant’Antonio di Padova a Circonvallazione Appia. Omdat hij op het moment van creatie ouder was dan tachtig jaar was hij niet kiesgerechtigd bij een eventueel conclaaf.

## Convocatie
In maart 2009 wilde de toenmalige Belgische minister van Buitenlandse Zaken, Karel de Gucht, de nuntius laten convoceren naar aanleiding van uitspraken van paus Benedictus XVI over de aids-epidemie in Afrika. Laatstgenoemde had tijdens de vlucht naar Afrika, toen hij begin maart Angola en Kameroen bezocht, erop gewezen dat de Katholieke Kerk bijzonder veel doet in de strijd tegen aids en had gesteld dat 
“Als de ziel ontbreekt, als Afrikanen elkaar niet helpen, dan kan men deze plaag niet oplossen door condooms uit te delen; integendeel, ze vergroten het probleem."

Vervolgens pleitte de paus voor een dubbele aanpak: "het menswaardig maken van de menselijke seksualiteit en een spirituele vernieuwing die leidt tot een nieuwe manier waarop mensen met elkaar omgaan, en echte, werkelijke vriendschap voor mensen die lijden."
De minister wilde de diplomaat op het matje roepen met steun van de meerderheid. De CD&V nam afstand van de uitspraken, maar steunde de resolutie niet.